# Brachelia westermanni
Brachelia westermanni là một loài ruồi trong họ Tachinidae.